# Dúo Dinámico
Dúo Dinámico è un gruppo musicale spagnolo, composto da Manuel de la Calva e Ramón Arcusa. Sono stati tra i precursori della musica pop in Spagna.

## Storia
Il gruppo è nato dall'unione tra Manuel de la Calva e Ramón Arcusa, due cantautori successivamente divenuti anche produttori ed attori. Il Dúo nacque ufficialmente il 28 dicembre 1958 a Barcellona, e la prima esibizione dal vivo avvenne presso Radio Barcelona: l'intenzione dei due era quella di presentarsi con il nome di The Dynamic Boys ma il presentatore Enrique Fernández, affermando di non conoscere l'inglese, li presentò appunto come Dúo Dinámico.
Il loro primo EP (composto da quattro canzoni: Recordándote, Cowboy, Alone, Little darling) fu realizzato già nel 1959 ed ebbe una larga diffusione radiofonica ed un grande successo di vendite. Da quel momento in poi, la carriera musicale del duo fu costantemente in ascesa. Nel corso degli anni sessanta la popolarità in Spagna del duo raggiunse vette elevate: fu il primo gruppo musicale spagnolo a vivere il fenomeno dei fan.
Proprio in quegli anni, De la Calva e Arcusa recitarono anche in alcuni film. Ma grande successo lo ebbero anche come autori: la loro canzone La La La, interpretata da Massiel, vinse l'Eurofestival del 1968.
Nel 1972, anche a causa dello scarso successo di vendita dell'album Mejor que nunca, il Dúo Dinámico decise di ritirarsi. I due però non cessarono l'attività di autori, e proseguirono l'attività nel settore musicale divenendo produttori discografici di svariati artisti, primo fra tutti Julio Iglesias.
Dopo alcuni anni di inattività, il Dúo Dinámico ritornò sulle scene nel 1978. Nel 1980 fu pubblicato un greatest hits ma solo nel 1986 fu registrato il nuovo album, prodotto dalla Sony Music.
Attualmente il duo è attivo sulla scena musicale spagnola grazie ai numerosi concerti organizzati ed alle frequenti esibizioni in tv.